# Casa Godoy
A Casa Godoy é um prédio histórico de Porto Alegre, localizada à Avenida Independência. 
É um dos raros remanescentes do estilo art nouveau na cidade, datando de 1907, e se constitui em um marco paisagístico e arquitetônico de Porto Alegre, fazendo parte de um conjunto edificado de grande valor que inclui a Igreja da Conceição, a Casa Torelly, a Santa Casa de Misericórdia e a Beneficência Portuguesa. 

## História e arquitetura
O proprietário original foi Arno Bastian Meyer, que entre 1904 e 1907 mandou construir o que seria a residência da família. Com a separação do casal Meyer, no entanto, a mansão foi alugada à família Greco. Em 1926, foi vendida ao comerciante Francisco Tschiedel e, finalmente em 1939, adquirida pelo psiquiatra Jacintho Godoy, que era figura ilustrada do meio médico, e sua casa tornou-se o ponto de encontro de notáveis da sociedade porto-alegrense no período de 1939 a 1959. 
Sua construção usou tecnologia importada, com elementos ornamentais de alvenaria e ferro consoantes com os pressupostos do estilo. O projeto foi detalhado em minúcia, desde o desenho dos adornos até a escolha dos materiais empregados nas esquadrias, forros, paredes e mobiliário, constituindo um todo integrado de estilo notavelmente coerente. Seu arquiteto, Hermann Menschen, de origem alemã e emigrado em 1903, trabalhou no escritório da importante firma construtora de Rudolph Ahrons, sendo responsável pelo setor de projetos até 1907.

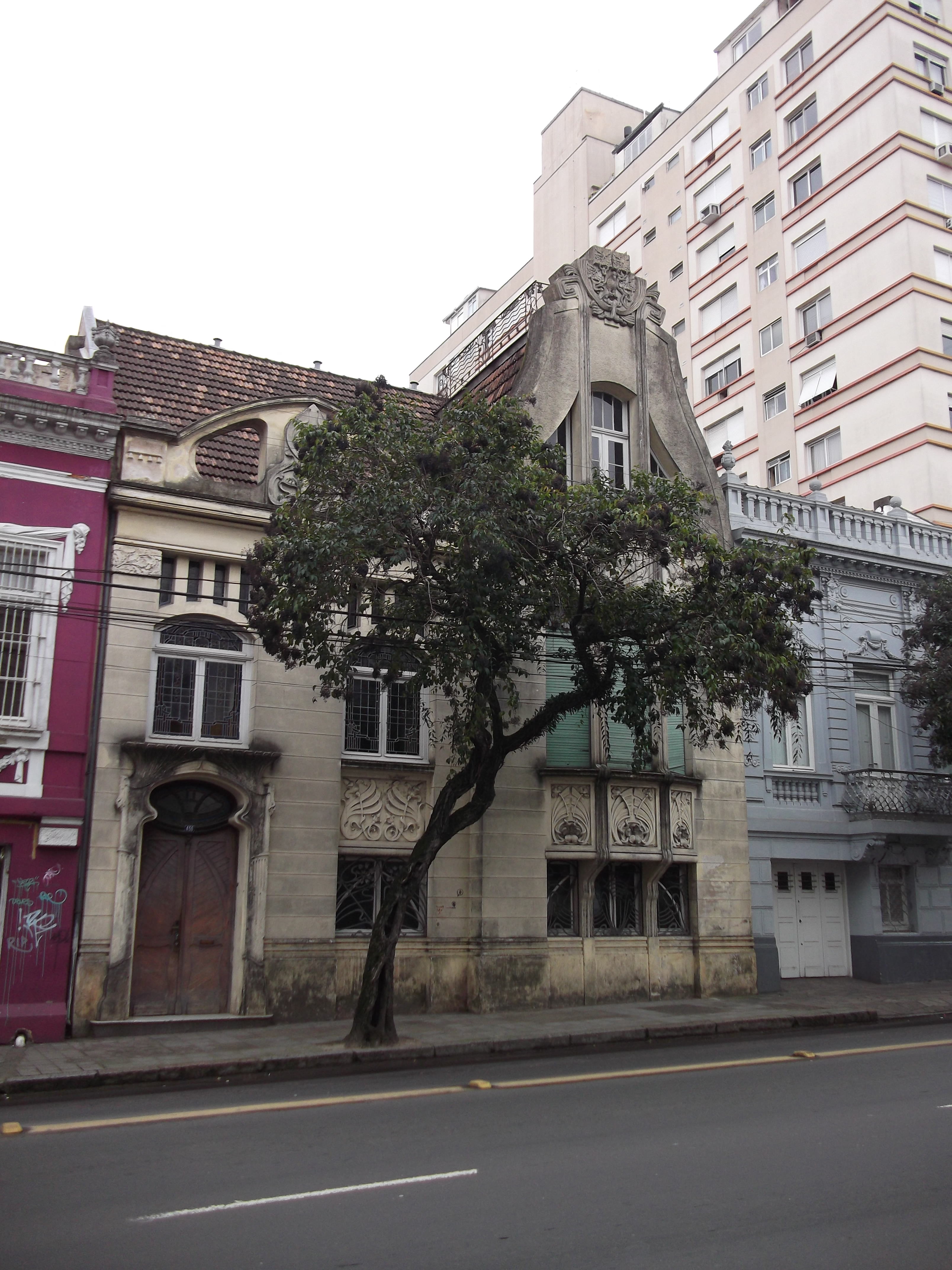
A Casa Godoy vista da Avenida Independência, em 2011.
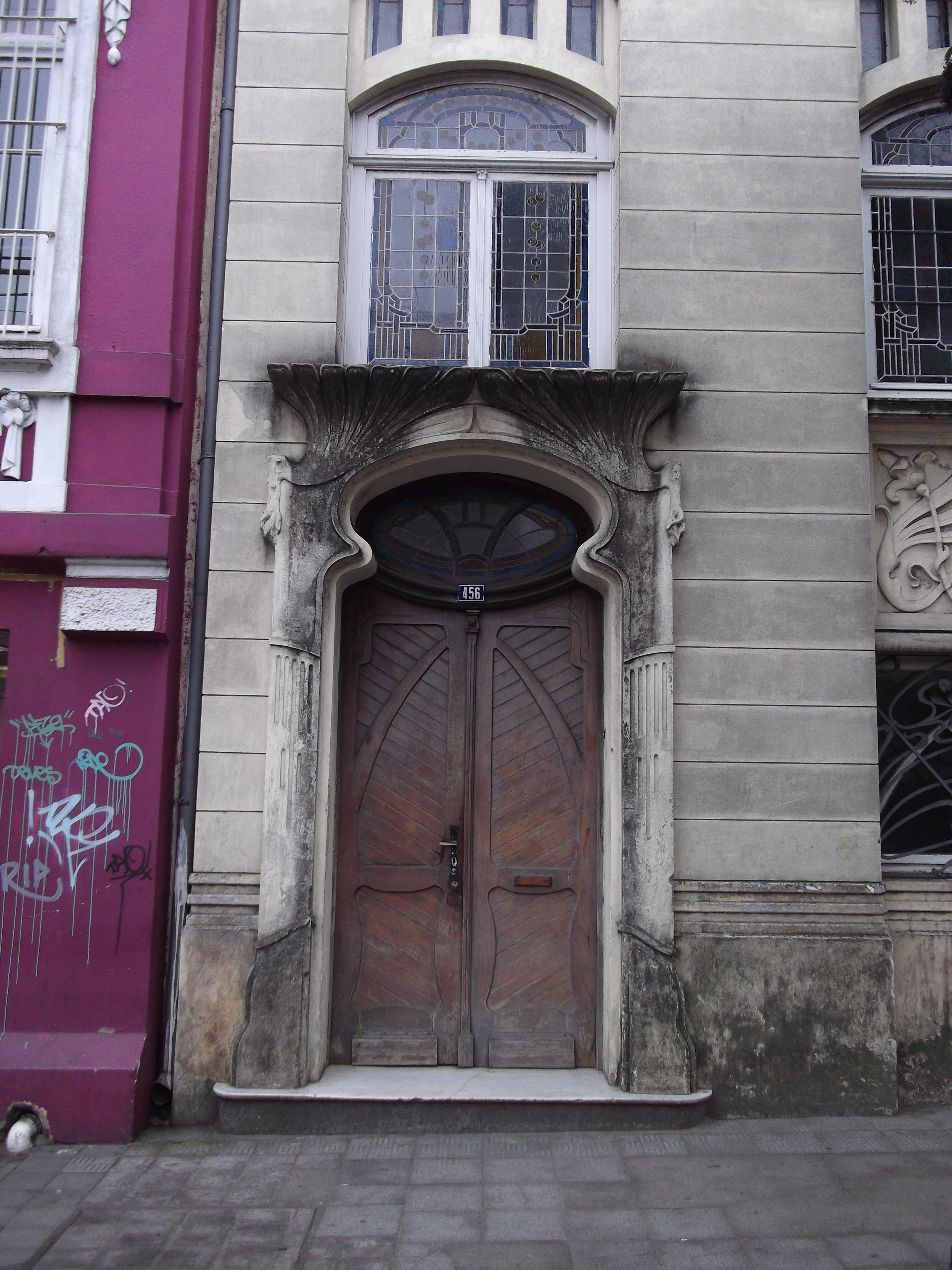
Porta de acesso da Casa Godoy
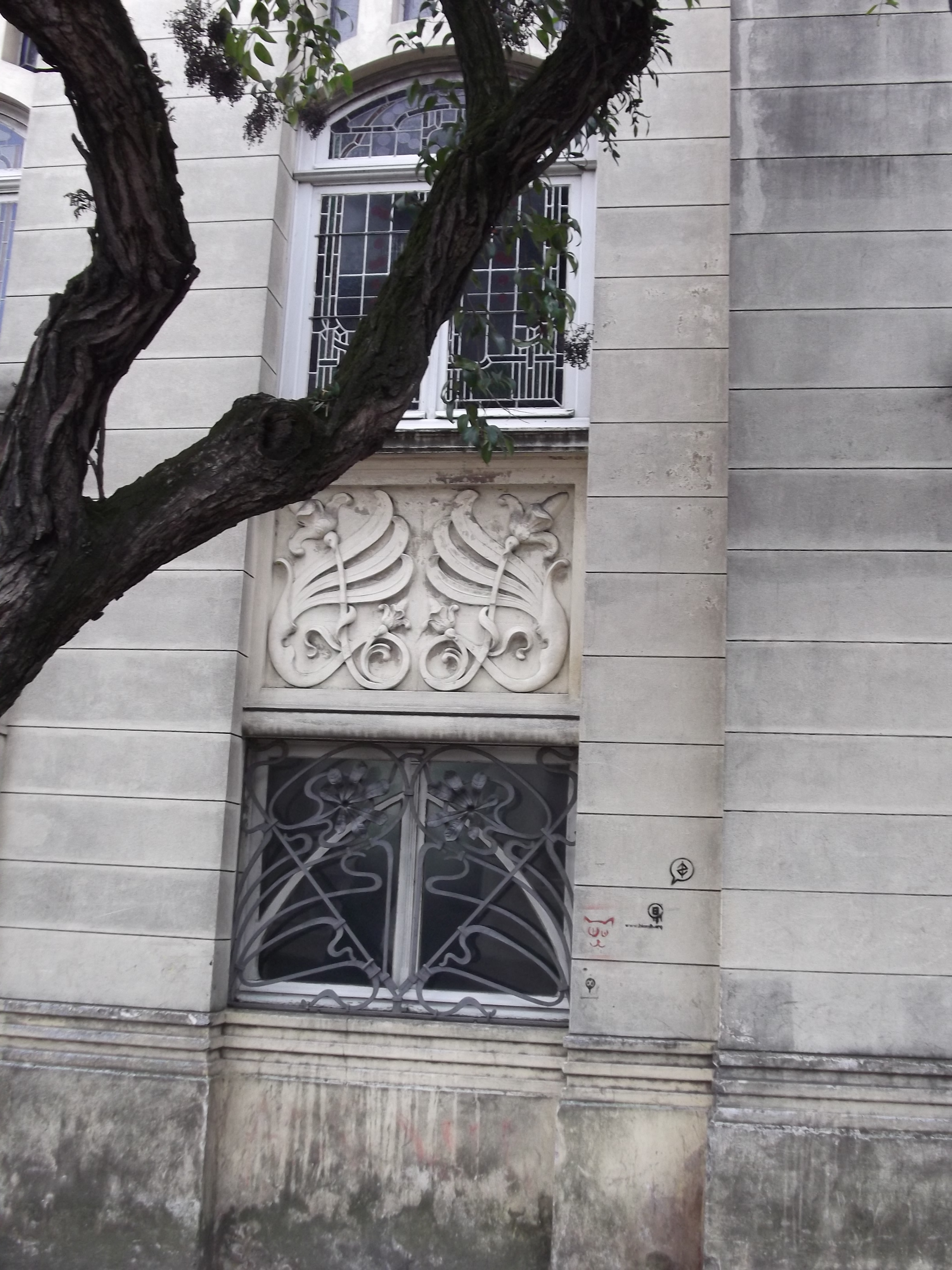
Janelas com grades em ferro adornadas
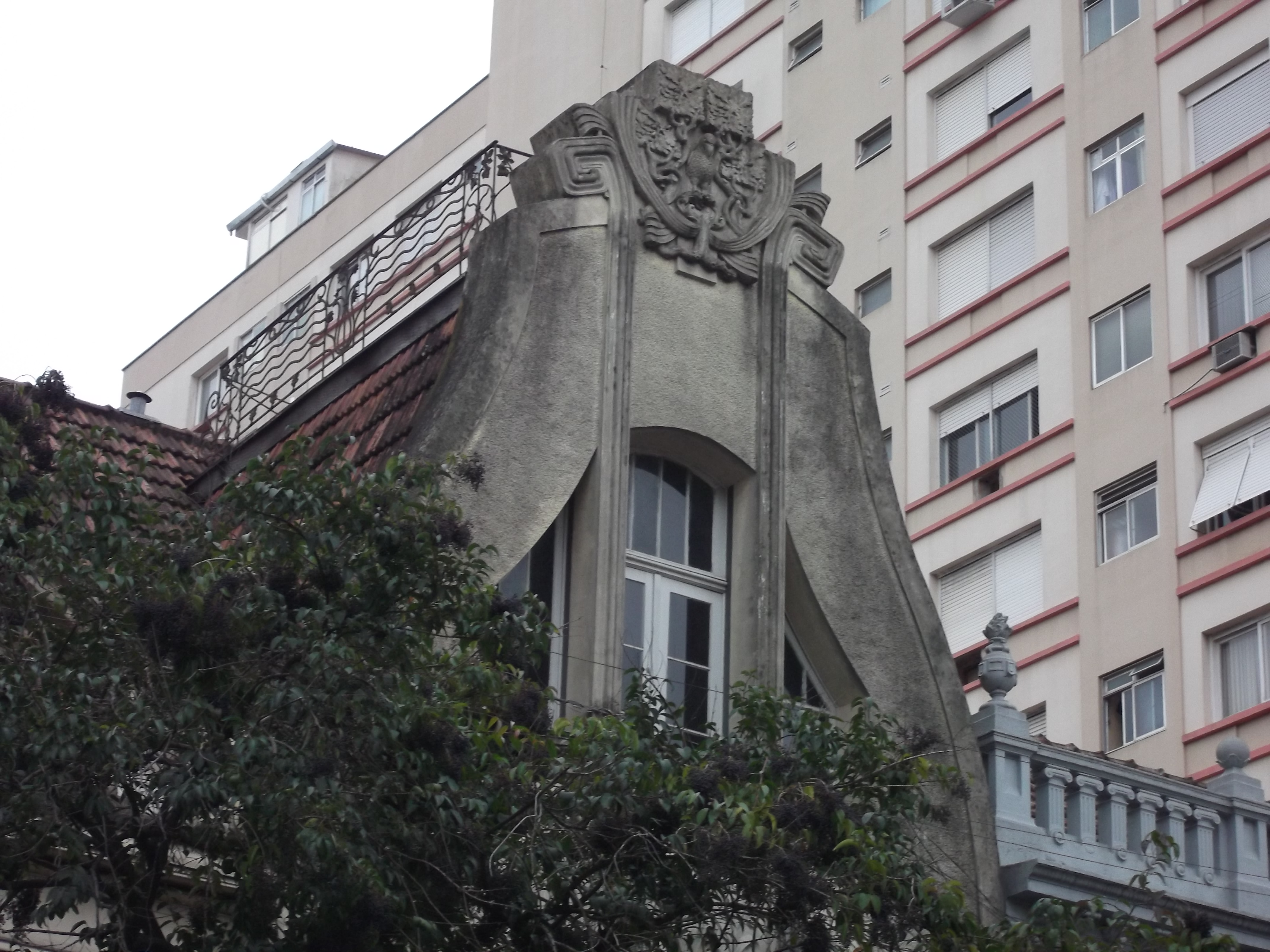
O coroamento do sótão da mansão.

Seus três pavimentos, distribuídos em 719,39 m² de área construída, se dividem em térreo, segundo piso e sótão. A fachada tem diversos relevos florais e um gradeamento em ferro trabalhado nas janelas do térreo, e a única abertura do sótão é coroada por um frontão de desenho ousado que domina o conjunto. Sobre a entrada, uma janela com vitral. 
Internamente, no térreo ficava o consultório de Jacintho Godoy, interligado à traseira do casarão que incluía cozinha (com um elevador de carga), sala anexa e pátio de fundos. No segundo piso, um corredor estreito, por debaixo do qual está o pátio interno da Casa Godoy, interliga os dormitórios e o banheiro. Na frente foram estabelecidos o gabinete e a sala de visitas, e nos fundos uma sala de jantar, sala de fumar e sala de música, que se abrem todas para um avarandado com balaustrada de ferro ornamentada. Notáveis são as pinturas murais decorativas nos espaços nobres, assim como os vitrais e o mobiliário remanescente.

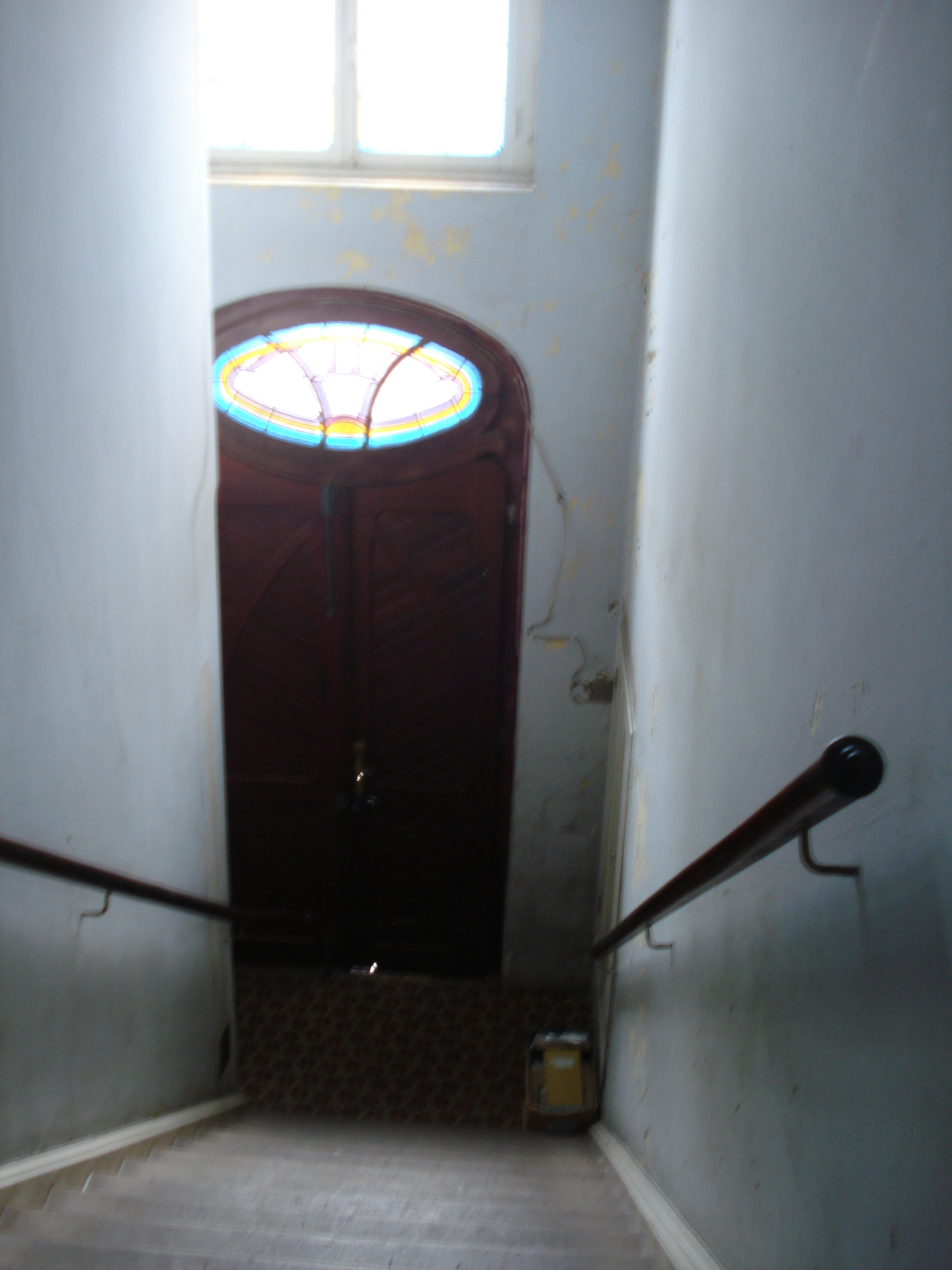
Hall de entrada e escadaria da Casa Godoy.
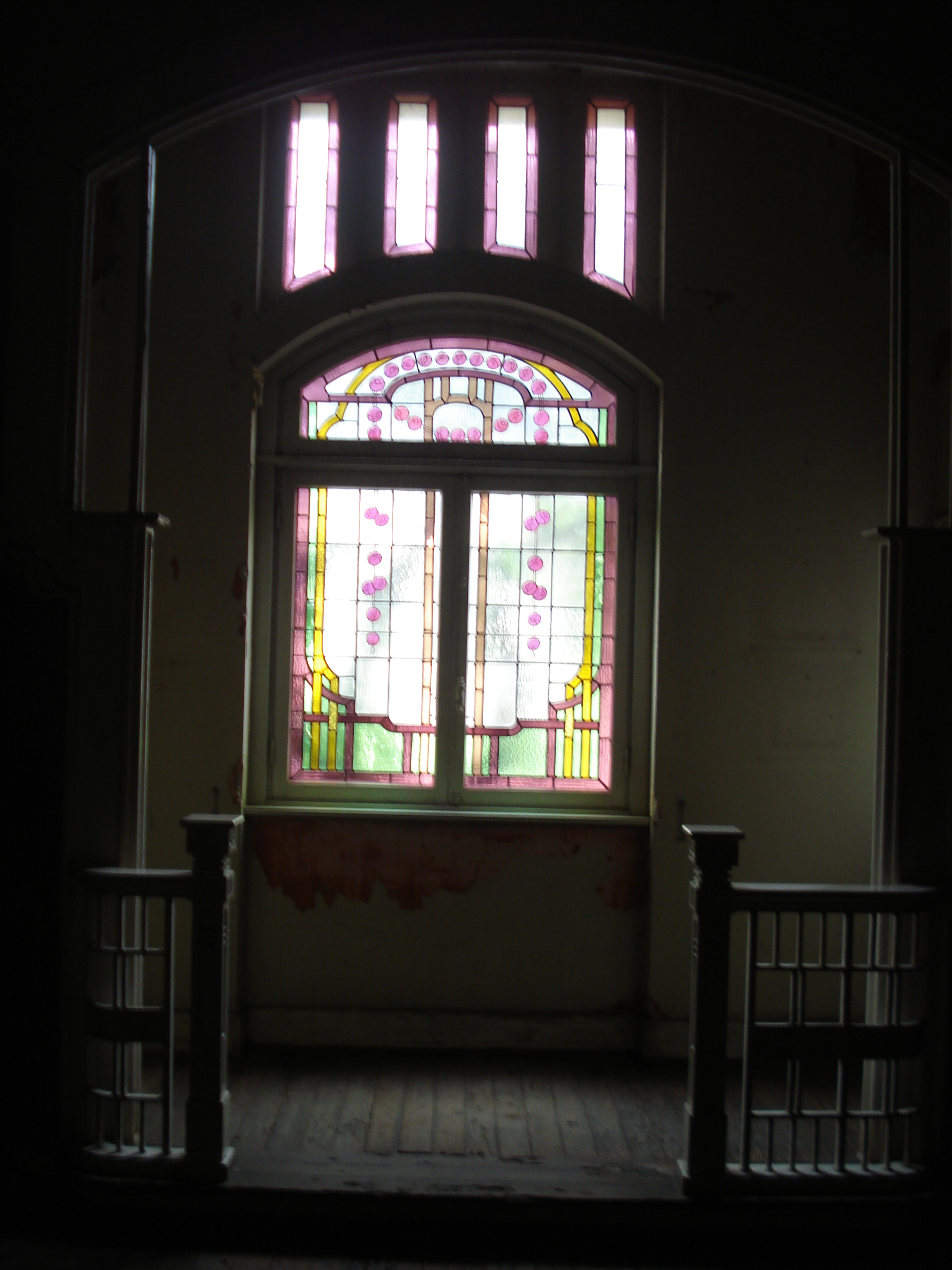
Sala de visitas, no segundo pavimento, com seu vitral.
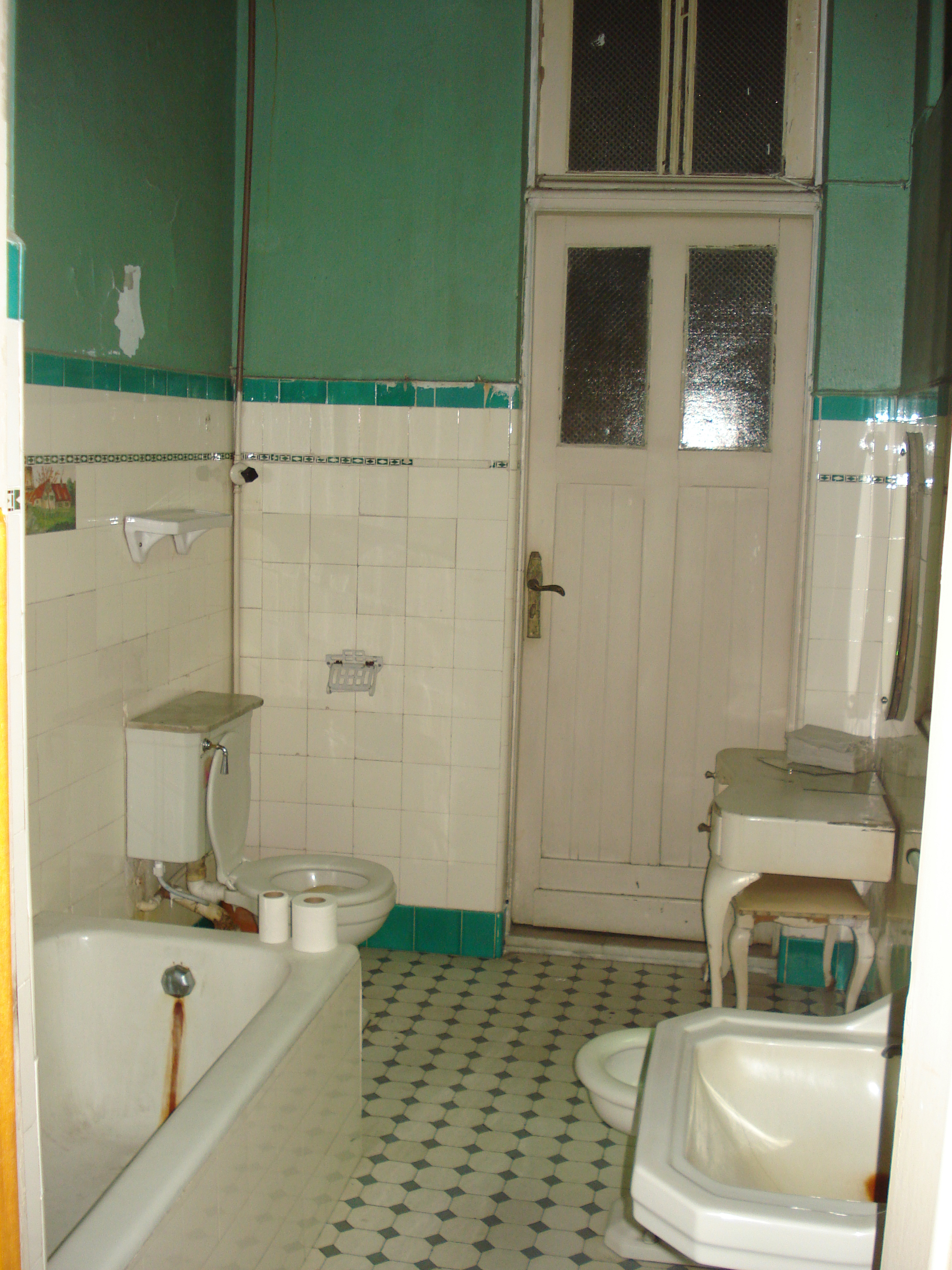
O banheiro familiar.
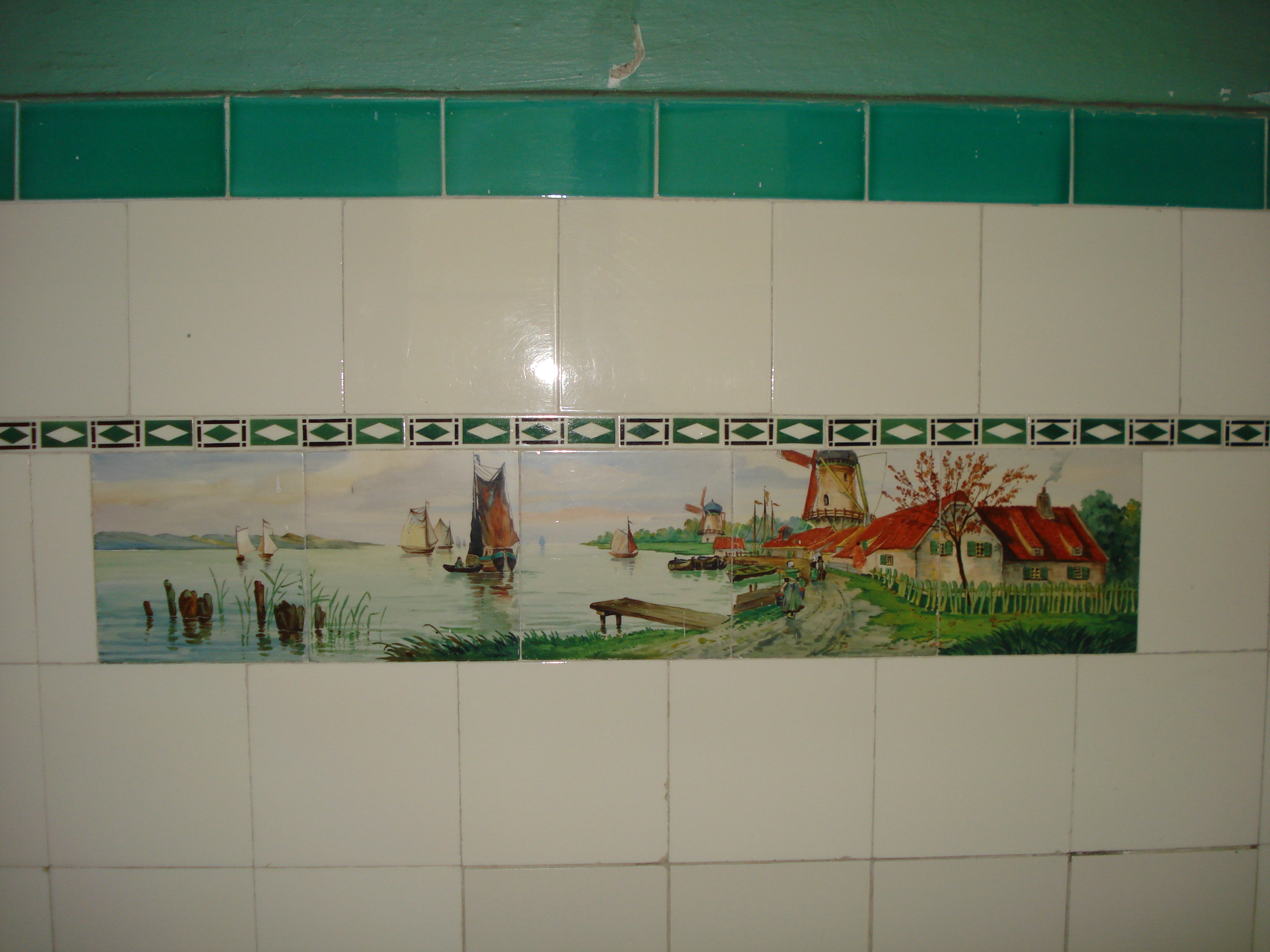
Azulejo decorativo do banheiro.
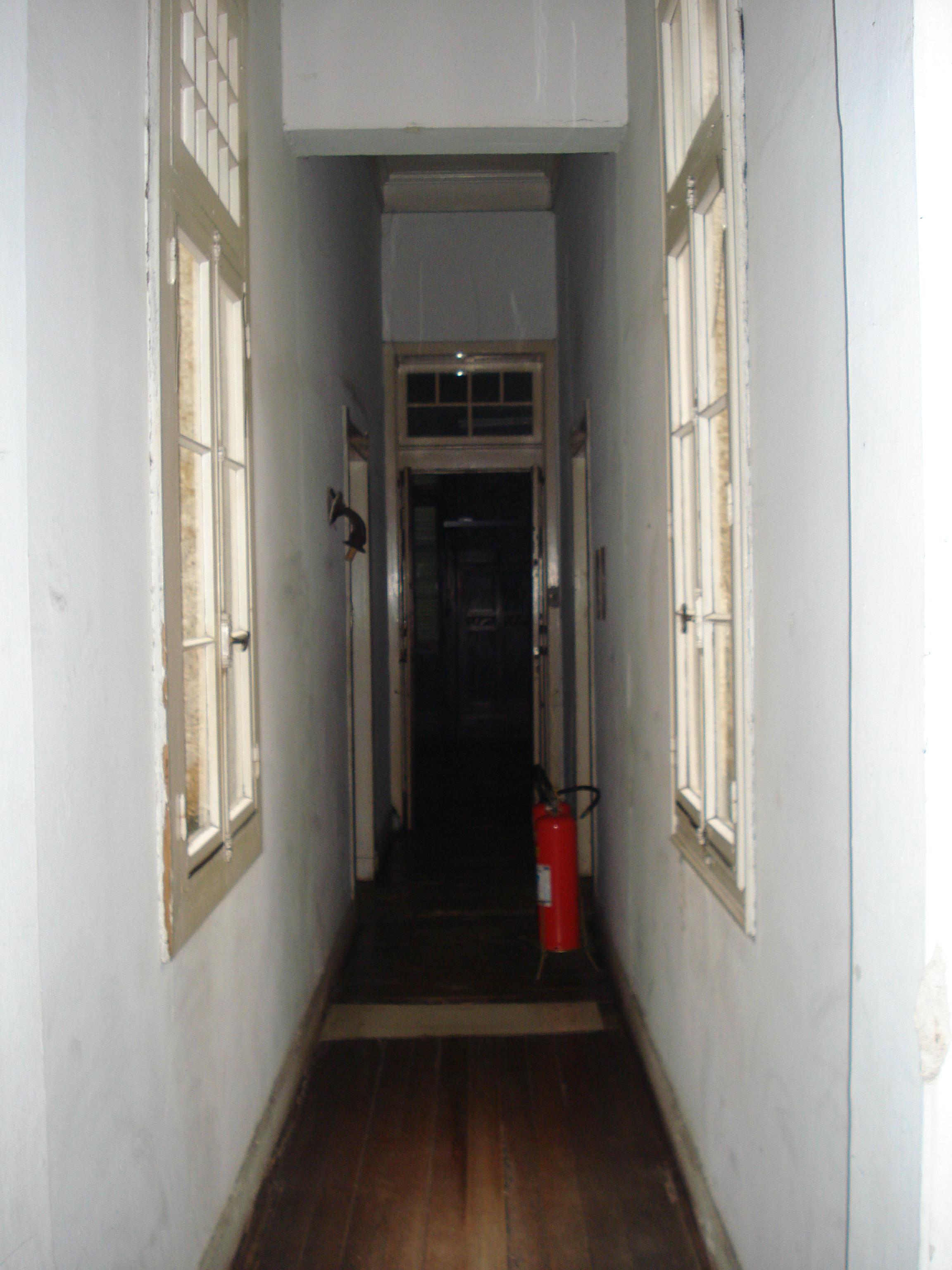
Corredor que leva ao Salão e aos fundos da casa.
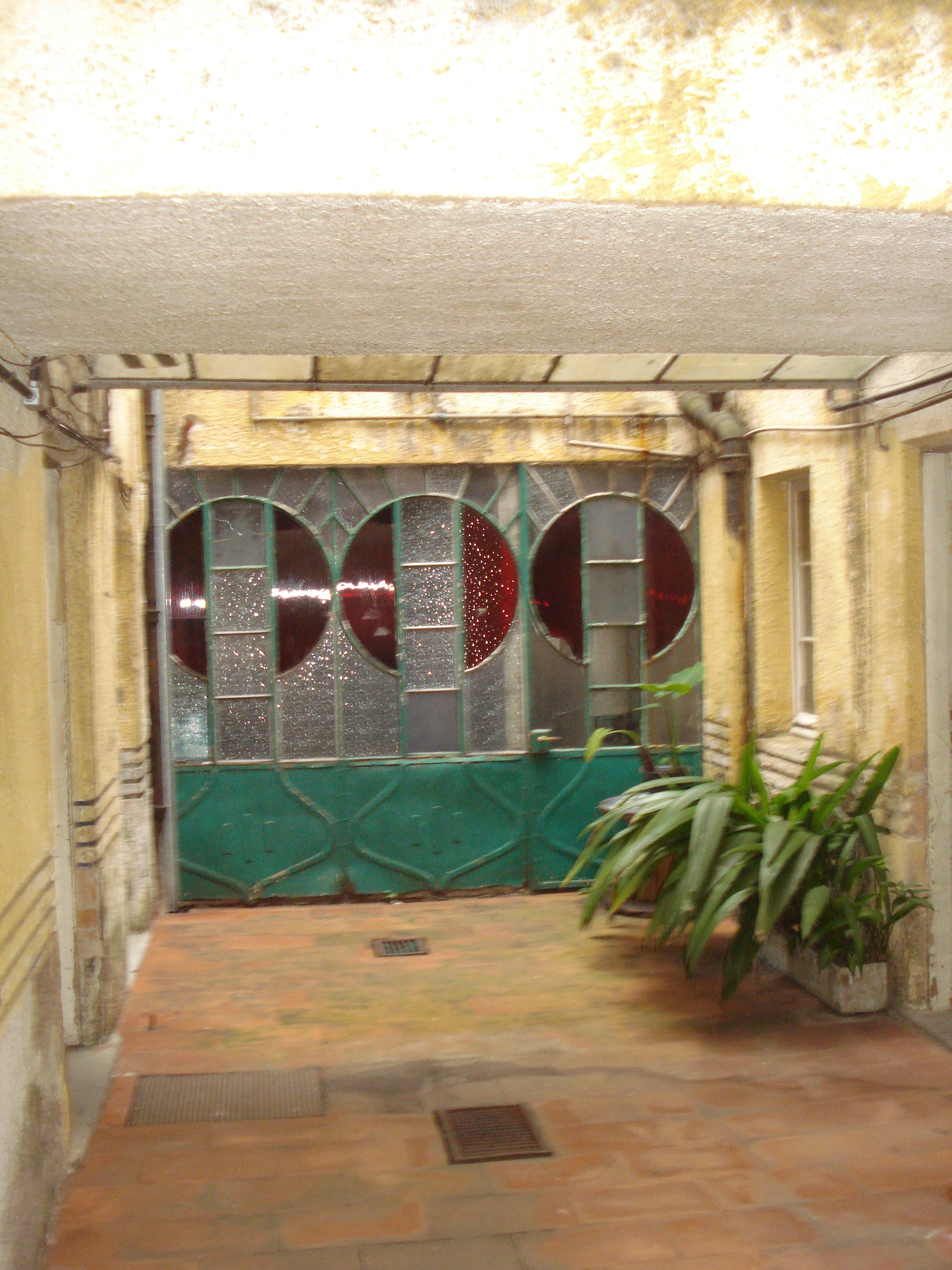
Pátio interno da Casa Godoy.
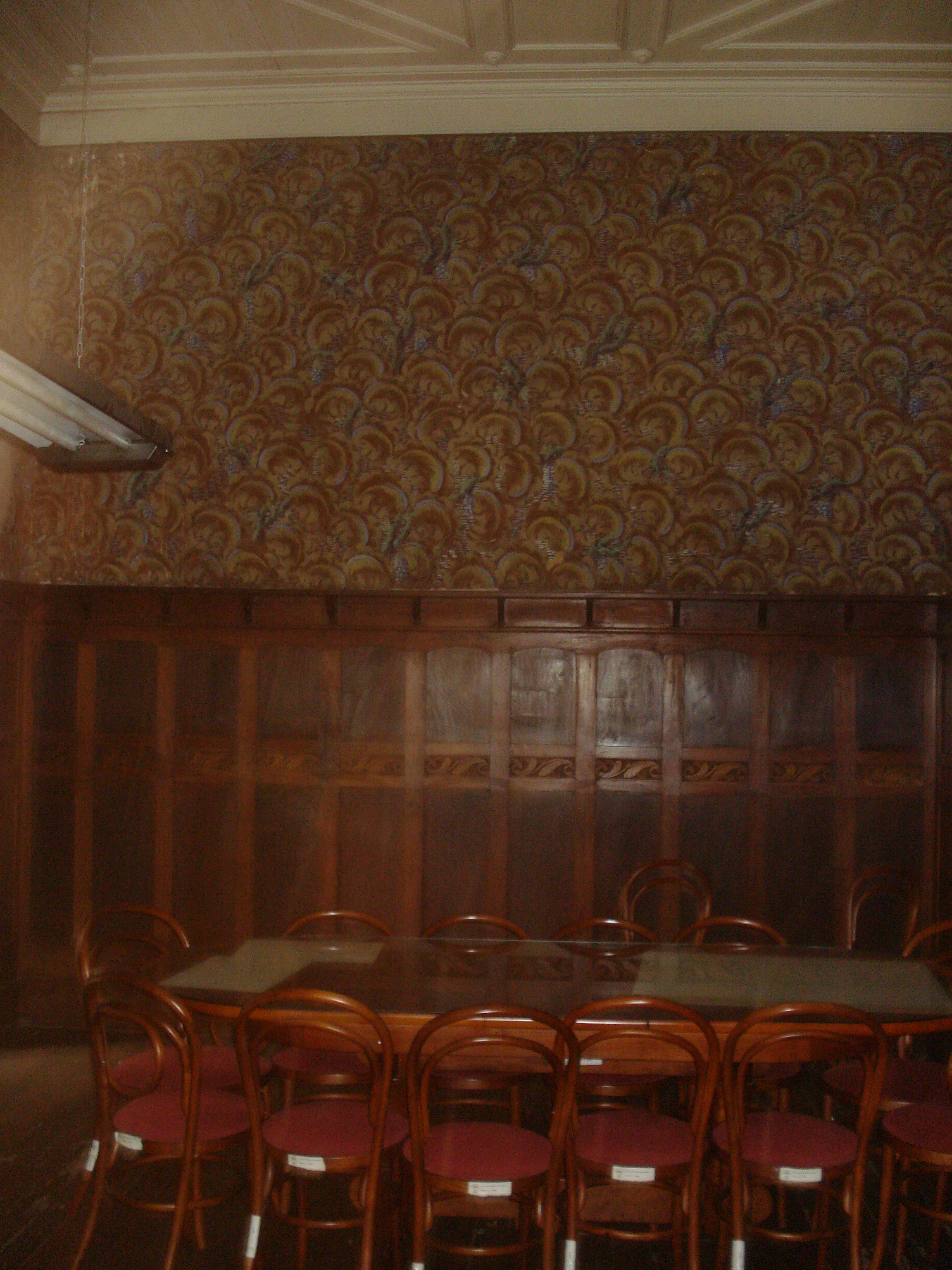
O Salão, com seus painéis de madeira e motivos Art Nouveau.
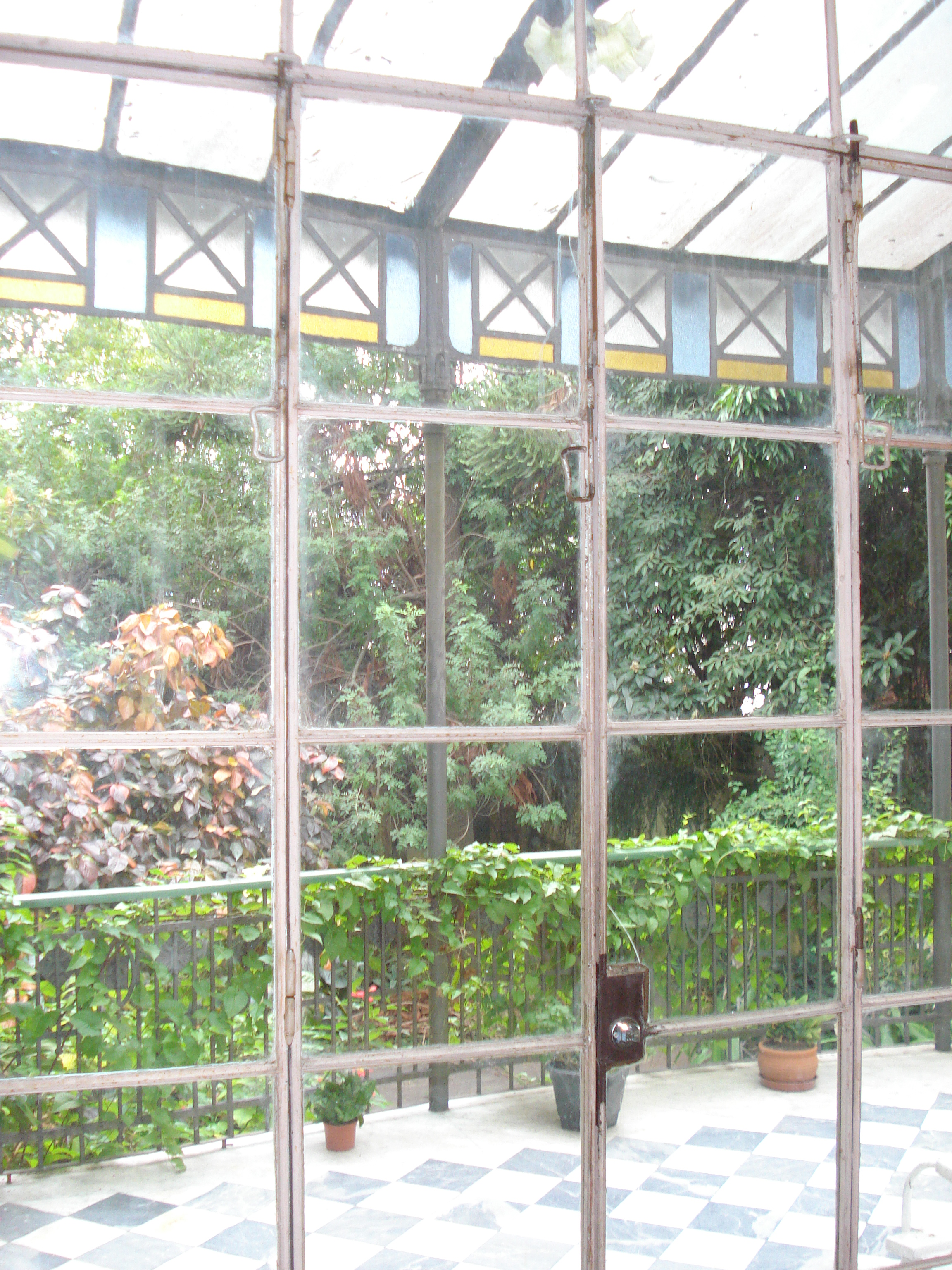
A varanda que dá para o jardim.

## Tombamento
A Casa Godoy foi tombada em 26 de novembro de 1996 e adquirida pela Prefeitura Municipal de Porto Alegre. Nela se instalou em 1998 a Coordenação da Memória Cultural, atual Diretoria de Patrimônio e Memória (DPM), da Secretaria Municipal de Cultura e a Equipe do Patrimônio Histórico e Cultural (EPACH). Como muitos outros imóveis tombados, aguarda verbas para restauração. 